# モジャイスク防衛線戦線
モジャイスク防衛線戦線（ロシア語: Фронт Можайской линии обороны 、モジャイスク防衛線方面軍、モジャイスク防衛線正面軍とも）は、第二次世界大戦中（独ソ戦初期）にモスクワ西方のモジャイスク地域に設置された赤軍の方面軍級部隊である。

## 概要
1941年7月18日、西部方面において、モジャイスク防衛線の組織のために編成。
1941年7月30日、同日付最高司令部スタフカの命令に基づき解散され、その部隊は、予備戦線に移管された。

## 編制
- 第32軍 - 1941年7月18日～7月30日
- 第33軍 - 1941年7月18日～7月30日
- 第34軍 - 1941年7月18日～7月30日

## 指揮官
- 司令官：P.アルテミエフ中将
- 軍事会議議員：I.ソコロフ全連邦共産党（ボリシェヴィキ）モスクワ委員会書記
- 参謀長：A.クドリャショフ少将